# Соколовський Ігор Володимирович
Ігор Володимирович Соколовський (21 лютого 1955, Одеса, Українська РСР, СРСР — 13 червня 2009, Одеса, Україна) — український футболіст і тренер.

## Спортивна кар'єра
У організований футбол почав грати в ДЮСШ-6 під керівництвом Ю. М. Лінди. Після завершення навчання у ДЮСШ «Чорноморець» дебютував в основному складі «моряків». 
Після строкової служби в армії, яку він відбував, граючи за тираспольську «Зірку» і одного року, проведеного в херсонському «Кристалі», повернувся в рідний клуб і провів з «Чорноморцем» три сезони у вищій лізі. Потім були бакинський «Нефтчі», одеський СКА, а з 1982-го по 1984-й роки знову виходив на поле у формі команди «моряків». У чемпіонатах СРСР провів за «Чорноморець» 136 матчів і забив 5 м'ячів.
По одному сезону грав за харківський «Металіст» і нікопольський «Колос», а завершив кар'єру професійного футболіста 1992 року у нищолігових клубах Фінляндії. Всього у вищій лізі чемпіонату СРСР провів 166 матчів (5 голів), у першій лізі — 107 матчів (5 голів), у кубку СРСР — 28 матчів (1 гол). 1984 року був включений до списку «33 кращих футболістів України» під третім номером. 
В середині 90-х був тренером-селекціонером «Чорноморця», а останнім часом успішно трудився в клубній СДЮШОР.
Закінчив Одеський педагогічний інститут. Тренер молодіжного складу «Чорноморця» з січня 2008 року.
За версією інтернет-видання «Football.ua» займає 31-ше місце у списку найкращих гравців «Чорноморця» усіх часів.

## Статистика
| Сезон             | Команда              | Чемпіонат | Чемпіонат | Чемпіонат | Кубок | Кубок |
| Сезон             | Команда              | Ліга      | Ігри      | Голи      | Ігри  | Голи  |
| ----------------- | -------------------- | --------- | --------- | --------- | ----- | ----- |
| 1972              | «Локомотив» (Херсон) | Д-3       |           |           |       |       |
| 1973              | «Чорноморець»        | Д-2       | 2         | 1         | —     | —     |
| 1974              | «Зірка» (Тирасполь)  | Д-3       |           |           |       |       |
| 1975              | «Зірка» (Тирасполь)  | Д-3       |           |           |       |       |
| 1976              | «Кристал» (Херсон)   | Д-3       | 34        | 1         | —     | —     |
| 1977              | «Чорноморець»        | Д-1       | 23        | 1         | —     | —     |
| 1978              | «Чорноморець»        | Д-1       | 14        | 1         | 3     | 0     |
| 1979              | «Чорноморець»        | Д-1       | 23        | 1         | 5     | 0     |
| 1980              | «Нефтчі» (Баку)      | Д-1       | 7         | 0         | 4     | 1     |
| 1980              | СКА (Одеса)          | Д-2       | 29        | 1         | —     | —     |
| 1981              | СКА (Одеса)          | Д-2       | 34        | 3         | 5     | 0     |
| 1982              | «Чорноморець»        | Д-1       | 26        | 1         | 4     | 0     |
| 1983              | «Чорноморець»        | Д-1       | 31        | 0         | 2     | 0     |
| 1984              | «Чорноморець»        | Д-1       | 19        | 0         | 2     | 0     |
| 1985              | «Металіст»           | Д-1       | 23        | 1         | 1     | 0     |
| 1986              | «Колос» (Нікополь)   | Д-2       | 42        | 0         | 4     | 0     |
| Усього за кар'єру | Усього за кар'єру    | Д-1       | 166       | 5         | 28    | 1     |
| Усього за кар'єру | Усього за кар'єру    | Д-2       | 107       | 5         | 28    | 1     |